# Theromaster archeri
Theromaster archeri is een hooiwagen uit de familie Cladonychiidae.